# Jetty Mathurin

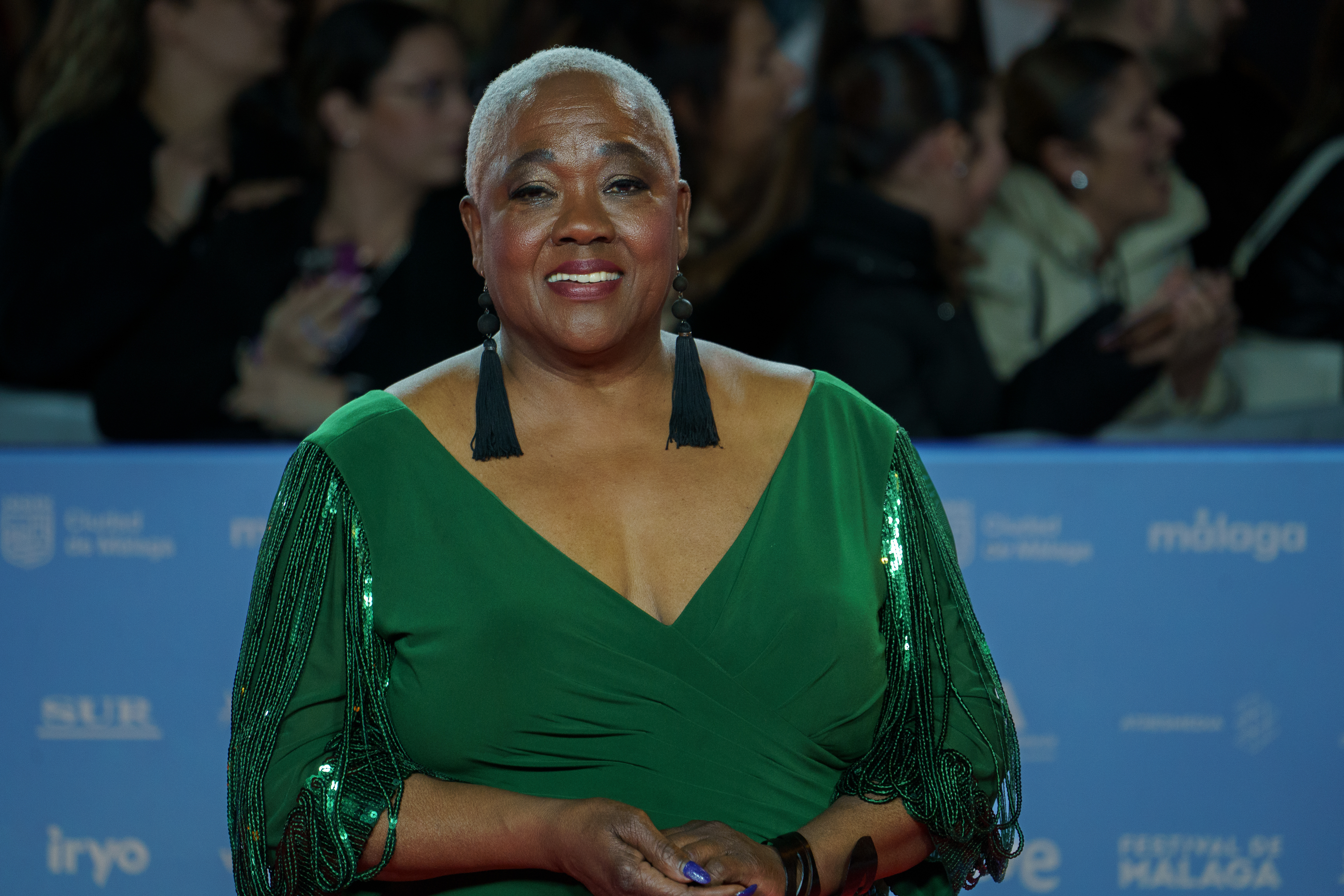
Mathurin tijdens het Málaga Film Festival in 2025.

Jetty Mathurin (Paramaribo, 30 juni 1951) is een Nederlandse cabaretière, presentatrice, theatermaker, actrice, columniste en logopediste van Surinaamse afkomst. Een van haar bekendste personages is Taante, een personage waarmee ze sinds 1985 op de planken staat.

## Levensloop
Mathurin is van huis uit onderwijzeres en logopediste. Ze had een eigen praktijk en werkte op scholen. Eind jaren 80 maakte ze een carrièreswitch naar de theater- en televisiewereld.
Mathurin treedt sinds 1989 op als cabaretière en was te zien in ruim tien soloprogramma's waaronder HM Regeert (2006). In 2007 was haar zevende soloprogramma met de toepasselijke titel 7 te zien. In 2010 en 2011 speelde zij haar jubileum tournee, Jetty Jubileert met liefde en overvloed. Daarna was nog te zien ConsulTaante en in 2015 stond zij in de theaters met de solocabaretvoorstelling #LOL. In 2017 volgde De overdracht, haar elfde cabaretprogramma. Naast haar eigen theaterprogramma's speelde ze in 1989 Iris in de gelijknamige monoloog van Thea Doelwijt. Verder was ze te zien in theaterprogramma's als Faja, De Koningin van Paramaribo van Clark Accord, Beperkt Houdbaar van MC theater, Thuis en De Vagina Monologen.
In 2023 en 2024 speelde zij de rol van Omi in de productie The Story of Travis, het regiedebuut van Romana Vrede, geschreven door Esther Duysker. In het stuk komen thema's aan bod als armoede, huisvestingsdiscriminatie en racisme. De voorstelling ontving lovende kritieken, vijfsterrenrecensies en werd door de Nederlandse Toneeljury geselecteerd voor het Theaterfestival als een van de elf meest indrukwekkende theaterproducties van het moment.
Op televisie begon ze als presentatrice van het VPRO kinderprogramma Wie, wat, waar, hoelaat. Grote bekendheid kreeg ze door haar rol als Smorrie in de televisieserie Vrouwenvleugel, winnaar van de Gouden Televizier-Ring 1994. Ook was Mathurin een van de vaste spelers in de comedy's Oppassen!!! en Bradaz. Verder had ze rollen in o.a Baantjer, Costa, Blauw Blauw, Otje en Boks. In 2016 speelde ze de moeder van Tara in de serie Centraal Medisch Centrum.
Op het witte doek is ze onder andere te zien geweest in de film Madame Jeanette, in Ochtendzwemmers en in de bekroonde korte film You II. Mathurin is ook stemactrice en spreekt regelmatig commercials, animatiefilms en bedrijfsfilms in, waaronder de Disneyfilm Cars en de animatieserie De Grote Hummimummi Karaoke Show!. Eind 2017 was er een kerstspecial van deze laatste serie te zien op televisie en in de bioscoop.
Mathurin wordt ook regelmatig ingezet als presentatrice of voor een 'optreden op maat' bij bedrijven en overheidsinstellingen.
Ze werkt al jaren samen met dochter Glynis Terborg die onder andere teksten voor haar schrijft en haar management doet. Haar andere dochter Nicole Terborg is bekend als presentator voor radio en televisie en als podcastmaker.
In theaterseizoen 2011–2012 speelde Jetty mee in de musical Daddy Cool met hits van Boney M..
In theaterseizoen 2018-2019 was Mathurin te zien als opoe in de musical 't Schaep. 
Columniste was ze onder andere bij Radio Rijnmond, Formule 1 (NPS) en het blad Contrast. Ook schreef ze columns voor het tijdschrift Colorfull.
Vanuit haar maatschappelijke betrokkenheid richtte Mathurin de Stichting Jetty Mathurin en de Stichting Taante Bemoeit op. Door middel van deze stichtingen zet zij zich in voor diverse goede doelen in Nederland en Suriname.
In 2001 werd zij geridderd in de Orde van Oranje-Nassau en in 2010 ontving zij de Surinaamse onderscheiding Ridder in de Ereorde van de Gele Ster. 
Mathurin woont in Amsterdam. In 2017 werd aan haar de Frans Banninck Cocqpenning van de gemeente Amsterdam toegekend. Ze ontving de penning niet alleen omdat zij als eerste zwarte vrouwelijke cabaretier het theaterlandschap ingrijpend veranderd heeft, maar met name vanwege haar jarenlange betrokkenheid bij sociaal-maatschappelijke projecten in Suriname en Nederland. Ze realiseerde bijvoorbeeld een ambulance-project en ondersteunde een bejaardenkliniek in Suriname. Ze helpt alleenstaande moeders in de schuldhulpverlening en treedt regelmatig belangeloos op om allerlei sociale projecten te ondersteunen. Daarnaast betekent zij veel voor de kwaliteit van de zorgverlening in Nederland door in zorgcentra speciale voorstellingen te verzorgen.
Jetty Mathurin kreeg in 2018 de Gouden Vioolspeld na de Dokter Sophie Redmond Lezing.
In het najaar van 2018 was Mathurin te zien als het personage Greet in de bioscoopfilm First Kiss.
In 2020 nam zij deel aan de 'BN-ers special' van First Dates. Zij speelde Elly in De Familie Claus 2 in 2021. In de telefilm Herman vermoordt mensen uit 2021 speelde zij medebewoonster Gerda. In 2023 was ze te zien als buurvrouw Betsy in de RTL 4-soap Goede tijden, slechte tijden.
Zij was in 2023 te zien als Doris in de TV-film Wij zijn Beesten en in de korte films Stripped Down en I'm Perfectly Fine en in 2024 als Mevrouw Monsanto in de dramaserie Escape from Albatros.
In de internationale speelfilm Zo Ver Weg (2025), waar ook Mario Casas aan meewerkte, speelde ze de hoofdrol. Deze film werd bekroond met meerdere awards.